# Анхель Ді Марія
А́нхель Фабіа́н ді Марі́я Ерна́ндес (ісп. Ángel Fabián Di María Hernández; нар. 14 лютого 1988 року, Росаріо, Аргентина) — аргентинський футболіст, півзахисник «Росаріо Сентраль».
Вихованець клубу «Росаріо Сентраль», в 2007 році Ді Марія переїхав до Європи, підписавши контракт з португальською «Бенфікою». 3 роки потому футболіст за 25 млн євро був куплений мадридським «Реалом», у складі якого Ді Марія став чемпіоном Іспанії і переможцем Ліги чемпіонів. У серпні 2014 роки півзахисник перейшов в «Манчестер Юнайтед». Заплачені за його трансфер 59,7 млн фунтів були рекордом для англійських клубів.
З 2008 по 2024 роки Ді Марія регулярно викликався в збірну Аргентини. Анхель — володар золотої медалі пекінської Олімпіади і учасник чотирьох чемпіонатів світу. Чемпіон світу 2022 року.

## Клубна кар'єра

### Ранні роки
Анхель Ді Марія з 13 років займався у «Росаріо Сентраль» і саме в цьому клубі вперше заявив про себе. У 17 років він дебютував в основному скаладі свого клубу. Через кілька років до нього проявили інтерес Європейські клуби.

### «Бенфіка»
Після відмінного виступу і перемоги на молодіжному чемпіонаті світу 2007 (в ході турніру гравець забив 3 голи) Ді Марію купила португальська «Бенфіка» за 6 млн євро. Президент «Бенфіки» Луїш Феліпе Вієйра заявив, що купує відмінну заміну Сімау Саброза на найближчі 5 років.

### «Реал Мадрид»
«Королівський клуб» офіційно оформив трансфер гравця 28 червня 2010. Угода була розрахована на 6 років. Сума трансферу склала від 25 млн євро плюс 5 млн після внесення гравця в заявочний лист клубу.
29 серпня він дебютував у складі клубу в матчі першого туру чемпіонату Іспанії проти «Мальорки». 18 вересня Ді Марія забив перший гол за Реал (Мадрид), принісши перемогу своїй команді в грі з «Реал-Сосьєдадом». Десять днів по тому він забив свій перший гол у Лізі чемпіонів, який приніс мадридцям перемогу в матчі проти «Осера».
У грудні Анхель звернувся до керівництва «Реала» з проханням збільшити заробітну плату з 1,8 млн до 3,5 млн євро на рік. 12 червня контракт був продовжений до 2018 року.

### «Манчестер Юнайтед»
26 серпня 2014 Ді Марія підписав п'ятирічний контракт з «Манчестер Юнайтед». Сума трансферу склала 59,7 млн фунтів стерлінгів, що стало трансферним рекордом для англійських клубів.У команді він отримав футболку з номером «7». 30 серпня дебютував за «червоних дияволів», вийшовши в стартовому складі на матч з «Бернлі». 14 вересня в грі проти «Куїнз Парк Рейнджерс» Ді Марія забив свій перший гол у складі «Манчестер Юнайтед», а також віддав гольову передачу на Хуана Мату.

### «Парі Сен-Жермен»
Після невдалого сезону в «Манчестер Юнайтед» Ді Марія вирішив покинути Англію і 6 серпня 2015 став футболістом «Парі Сен-Жермен», підписавши контракт до 2019 року. Сума трансферу склала 63 млн євро.
В своєму дебютному сезоні за паризький клуб, Анхель зміг встановити рекорд по кількості здійснених гольових передач в Чемпіонаті Франції. 18 асистів на рахунку Ді Марії. Минулий рекорд належав гравцю «Сошо» Марвену Мартену, який в сезоні 2010/11 асистував 17 раз.
20 травня повідомлялося на сайті клубу, півзахисник ПСЖ Анхель Ді Марія покине французький клуб після завершення сезона.

### «Ювентус» і повернення до «Бенфіки»
Сезон 2022/23 провів в італійському «Ювентусі», взявши участь у 40 іграх усіх турнірів і забивши 8 голів.
5 липня 2023 року досвідчений 35-річний гравець повернувся до португальської «Бенфіки», за яку востаннє грав 13-ма роками раніше. Першим матчем після повернення для аргентинця стала гра за Суперкубок Португалії 2023, в якій він відсвяткував повернення забитим голом, який став вирішальним і приніс «Бенфіці» цей трофей.
Зі стартом Прімейри 2023/24 Ді Марія підтвердив свої амбіції стати важливою складовою лінії атаки лісабонців, забивши по голу у трьох із чотирьох стартових матчів.

## Збірна

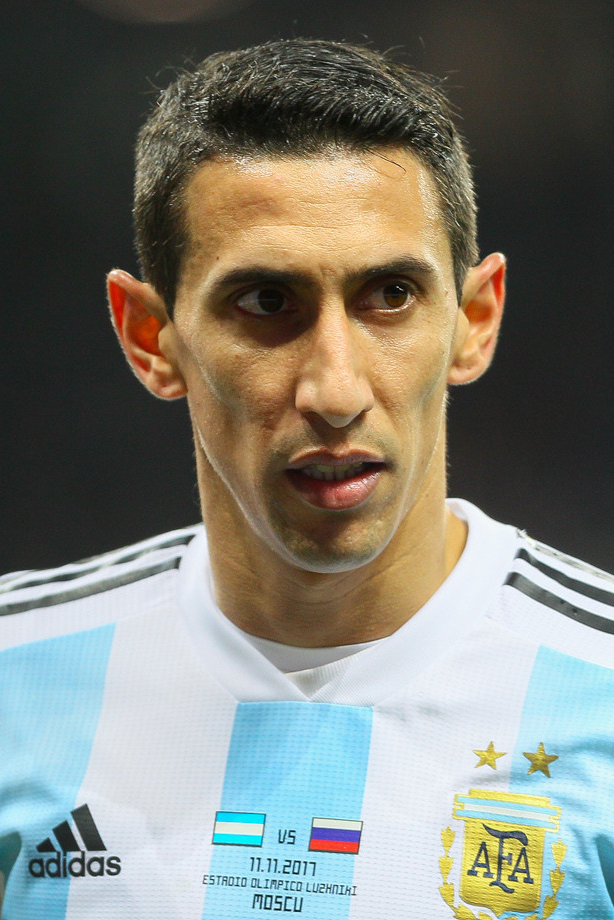
Ді Марія у формі збірної 2017 року.

У 2007 році Ді Марія був викликаний до молодіжної збірної Аргентини на молодіжний чемпіонат Південної Америки в Парагваї. У тому ж році Ді Марія взяв участь і у молодіжному чемпіонаті світу в Канаді. Півзахисник забив 3 м'ячі і допоміг Аргентині стати чемпіоном.
Рік потому Ді Марія був викликаний в олімпійську збірну для участі в літній Олімпіаді в Пекіні. Аргентинці зуміли виграти золоті медалі, а Анхель записав на свій рахунок два переможних м'ячі в плей-оф — в чвертьфіналі зі збірною Нідерландів (2:1) і у фінальному матчі з командою Нігерії (1:0).
6 вересня 2008 півзахисник дебютував за основну збірну Аргентини в матчі з командою Парагваю.
Був учасником чемпіонату світу 2010 року, де взяв участь у всіх п'яти іграх своєї команди на турнірі, який завершився для аргентинців поразкою у чвртьфіналі від Німеччини.
На своєму другому мундіалі, чемпіонаті світу 2014, Ді Марія був ключовим півзахисником арентинської збірної, а у грі 1/8 фіналу став автором голу у ворота збірної Швейцарії на останніх хвилинах додаткового часу, що дозволив його команді пройти до наступної стадії змагання. У чвертьфінальній грі проти збірної Бельгії надірвав м'яз, був замінений на 33-й хвилині гри та пропустив решту матчів Аргентини на турнірі, який завершився для неї поразкою у фіналі і другим місцем. Попри передчасне завершення виступів на мундіалі через травму Ді Марія був включений до списку з десяти гравців-номінантів на приз найкращому гравцю турніру.
Згодом брав участь у двох Кубках Америки — у 2015 і 2016 роках, на обох турнірах аргентинці сягнули фіналів, в яких обидва рази зазнали прикрих поразок від збірної Чилі у серіях післяматчевих пенальті після нульових нічиїх в основний і додатковий час. На першому турнірі Анхель був учасником усіх шести ігор своєї команди. На другому розпочинав як основний півзахисник, у стартовій грі групового етапу відзначився голом у ворота збірної Чилі, а згодом асистував Еверу Банезі, який забив другий м'яч зустрічі. Утім у другій грі групового етапу зазнав травми, яка виявилася не дуже важкою, і гравець зміг відновитися, аби вийти на поле вже за два тижні у фінальній грі турніру.
У травні 2018 року включений до заявки збірної на свою третю світову першість — тогорічний чемпіонат світу в Росії.
На своєму четвертому чемпіонаті став чемпіоном світу, доклався до перемоги у фінальному матчі, забивши гол.

## Особисте життя
У 2011 році Ді Марія одружився з Хорхеліною Кардосо. 22 квітня 2013 у пари народилася дочка Міа.

## Статистика виступів

### Статистика клубних виступів
Станом на 2 вересня 2023 року
| Сезон                        | Команда                      | Чемпіонат                    | Чемпіонат | Чемпіонат | Національний кубок | Національний кубок | Національний кубок | Континентальні кубки | Континентальні кубки | Континентальні кубки | Інші змагання | Інші змагання | Інші змагання | Усього | Усього |
| Сезон                        | Команда                      | Ліга                         | Ігор      | Голів     | Ліга               | Ігор               | Голів              | Ліга                 | Ігор                 | Голів                | Ліга          | Ігор          | Голів         | Ігор   | Голів  |
| ---------------------------- | ---------------------------- | ---------------------------- | --------- | --------- | ------------------ | ------------------ | ------------------ | -------------------- | -------------------- | -------------------- | ------------- | ------------- | ------------- | ------ | ------ |
| 2005–06                      | «Росаріо Сентраль»           | ПД                           | 10        | 0         | -                  | -                  | -                  | КЛ                   | 4                    | 0                    | -             | -             | -             | 14     | 0      |
| 2006–07                      | «Росаріо Сентраль»           | ПД                           | 25        | 6         | -                  | -                  | -                  | -                    | -                    | -                    | -             | -             | -             | 25     | 6      |
| Усього за «Росаріо Сентраль» | Усього за «Росаріо Сентраль» | Усього за «Росаріо Сентраль» | 35        | 6         |                    | -                  | -                  |                      | 4                    | 0                    |               | -             | -             | 39     | 6      |
| 2007–08                      | «Бенфіка»                    | ПЛ                           | 26        | 0         | КП+КЛ              | 5+3                | 0                  | ЛЧ+КУЄФА             | 6+4                  | 0+1                  | -             | -             | -             | 44     | 1      |
| 2008–09                      | «Бенфіка»                    | ПЛ                           | 24        | 2         | КП+КЛ              | 1+5                | 0+1                | КУЄФА                | 5                    | 1                    | -             | -             | -             | 35     | 4      |
| 2009–10                      | «Бенфіка»                    | ПЛ                           | 26        | 5         | КП+КЛ              | 1+4                | 0+1                | ЛЄ                   | 14                   | 4                    | -             | -             | -             | 45     | 10     |
| 2010–11                      | «Реал Мадрид»                | ПД                           | 35        | 6         | КІ                 | 8                  | 0                  | ЛЧ                   | 10                   | 3                    | -             | -             | -             | 53     | 9      |
| 2011–12                      | «Реал Мадрид»                | ПД                           | 23        | 5         | КІ                 | 0                  | 0                  | ЛЧ                   | 7                    | 2                    | СІ            | 2             | 0             | 32     | 7      |
| 2012–13                      | «Реал Мадрид»                | ПД                           | 32        | 7         | КІ                 | 7                  | 1                  | ЛЧ                   | 11                   | 0                    | СІ            | 2             | 1             | 52     | 9      |
| 2013–14                      | «Реал Мадрид»                | ПД                           | 34        | 4         | КІ                 | 7                  | 4                  | ЛЧ                   | 11                   | 3                    | -             | -             | -             | 52     | 11     |
| серп. 2014                   | «Реал Мадрид»                | ПД                           | 0         | 0         | КІ                 | 0                  | 0                  | ЛЧ                   | 0                    | 0                    | СУ+СІ+КЧС     | 1+0+0         | 0             | 1      | 0      |
| Усього за «Реал Мадрид»      | Усього за «Реал Мадрид»      | Усього за «Реал Мадрид»      | 124       | 22        |                    | 22                 | 5                  |                      | 39                   | 8                    |               | 5             | 1             | 190    | 36     |
| серп. 2014–15                | «Манчестер Юнайтед»          | ПЛ                           | 27        | 3         | КА+КЛ              | 5+0                | 1+0                | -                    | -                    | -                    | -             | -             | -             | 32     | 4      |
| 2015–16                      | «Парі Сен-Жермен»            | Л1                           | 29        | 10        | КФ+КЛ              | 4+4                | 0+2                | ЛЧ                   | 10                   | 3                    | СФ            | 0             | 0             | 47     | 15     |
| 2016–17                      | «Парі Сен-Жермен»            | Л1                           | 29        | 6         | КФ+КЛ              | 3+3                | 1+3                | ЛЧ                   | 7                    | 4                    | СФ            | 1             | 0             | 43     | 14     |
| 2017–18                      | «Парі Сен-Жермен»            | Л1                           | 30        | 11        | КФ+КЛ              | 6+4                | 7+2                | ЛЧ                   | 5                    | 1                    | СФ            | —             | —             | 45     | 21     |
| 2018–19                      | «Парі Сен-Жермен»            | Л1                           | 30        | 12        | КФ+КЛ              | 4+2                | 3+0                | ЛЧ                   | 8                    | 2                    | СФ            | 1             | 2             | 45     | 19     |
| 2019–20                      | «Парі Сен-Жермен»            | Л1                           | 26        | 8         | КФ+КЛ              | 2+3                | 0+1                | ЛЧ                   | 9                    | 3                    | СФ            | 1             | 1             | 41     | 13     |
| 2020–21                      | «Парі Сен-Жермен»            | Л1                           | 27        | 4         | КФ                 | 5                  | 0                  | ЛЧ                   | 10                   | 1                    | СФ            | 1             | 0             | 43     | 5      |
| 2021–22                      | «Парі Сен-Жермен»            | Л1                           | 26        | 5         | КФ                 | 0                  | 0                  | ЛЧ                   | 5                    | 0                    | СФ            | 0             | 0             | 31     | 5      |
| Усього за «Парі Сен-Жермен»  | Усього за «Парі Сен-Жермен»  | Усього за «Парі Сен-Жермен»  | 197       | 56        |                    | 40                 | 19                 |                      | 54                   | 14                   |               | 4             | 3             | 295    | 92     |
| 2022–23                      | «Ювентус»                    | A                            | 26        | 4         | КІ                 | 4                  | 0                  | ЛЧ+ЛЄ                | 3+7                  | 0+4                  | -             | -             | -             | 40     | 8      |
| 2023–24                      | «Бенфіка»                    | ПЛ                           | 4         | 3         | КП+КЛ              | 0                  | 0                  | ЛЧ                   | 0                    | 0                    | СП            | 1             | 1             | 5      | 4      |
| Усього за «Бенфіку»          | Усього за «Бенфіку»          | Усього за «Бенфіку»          | 77        | 8         |                    | 19                 | 2                  |                      | 29                   | 6                    |               | 1             | 1             | 126    | 17     |
| Усього за кар'єру            | Усього за кар'єру            | Усього за кар'єру            | 489       | 101       |                    | 90                 | 27                 |                      | 136                  | 32                   |               | 10            | 5             | 725    | 165    |

### Статистика виступів за збірну
Станом на 2 вересня 2023 року
| Дата       | Місто                | Господарі         | Результат               | Гості                | Турнір                                 | Голи | Примітки  |
| ---------- | -------------------- | ----------------- | ----------------------- | -------------------- | -------------------------------------- | ---- | --------- |
| 6-9-2008   | Буенос-Айрес         | Аргентина         | 1 – 1                   | Парагвай             | Відбір до ЧС 2010                      | -    | 46'       |
| 28-3-2009  | Буенос-Айрес         | Аргентина         | 4 – 0                   | Венесуела            | Відбір до ЧС 2010                      | -    | 73'       |
| 1-4-2009   | Ла-Пас               | Болівія           | 6 – 1                   | Аргентина            | Відбір до ЧС 2010                      | -    | 57' - 64' |
| 10-10-2009 | Буенос-Айрес         | Аргентина         | 2 – 1                   | Перу                 | Відбір до ЧС 2010                      | -    |           |
| 14-10-2009 | Монтевідео           | Уругвай           | 0 – 1                   | Аргентина            | Відбір до ЧС 2010                      | -    | 75'       |
| 14-11-2009 | Мадрид               | Іспанія           | 2 – 1                   | Аргентина            | товариський матч                       | -    |           |
| 3-3-2010   | Мюнхен               | Німеччина         | 0 – 1                   | Аргентина            | товариський матч                       | -    |           |
| 24-5-2010  | Буенос-Айрес         | Аргентина         | 5 – 0                   | Канада               | товариський матч                       | 1    |           |
| 12-6-2010  | Йоганнесбург         | Аргентина         | 1 – 0                   | Нігерія              | ЧС 2010 - 1-й етап                     | -    | 86'       |
| 17-6-2010  | Йоганнесбург         | Аргентина         | 4 – 1                   | Південна Корея       | ЧС 2010 - 1-й етап                     | -    |           |
| 22-6-2010  | Полокване            | Греція            | 0 – 2                   | Аргентина            | ЧС 2010 - 1-й етап                     | -    | 63'       |
| 27-6-2010  | Йоганнесбург         | Аргентина         | 3 – 1                   | Мексика              | ЧС 2010 - 1/8 фіналу                   | -    | 79'       |
| 3-7-2010   | Кейптаун             | Аргентина         | 0 – 4                   | Німеччина            | ЧС 2010 - чвертьфінал                  | -    | 75'       |
| 11-8-2010  | Дублін               | Ірландія          | 0 – 1                   | Аргентина            | товариський матч                       | 1    | 75'       |
| 7-9-2010   | Буенос-Айрес         | Аргентина         | 4 – 1                   | Іспанія              | товариський матч                       | -    | 59' 75'   |
| 8-10-2010  | Сайтама              | Японія            | 1 – 0                   | Аргентина            | товариський матч                       | -    | 84'       |
| 17-11-2010 | Доха                 | Аргентина         | 1 – 0                   | Бразилія             | товариський матч                       | -    |           |
| 9-2-2011   | Женева               | Аргентина         | 2 – 1                   | Португалія           | товариський матч                       | 1    | 65'       |
| 26-3-2011  | Іст-Ратерфорд        | США               | 1 – 1                   | Аргентина            | товариський матч                       | -    |           |
| 20-6-2011  | Буенос-Айрес         | Аргентина         | 4 – 0                   | Албанія              | товариський матч                       | -    | 46'       |
| 1-7-2011   | Ла-Плата (місто)     | Аргентина         | 1 – 1                   | Болівія              | Копа Америка 2011 - 1-й етап           | -    | 46'       |
| 11-7-2011  | Кордова              | Аргентина         | 3 – 0                   | Коста-Рика           | Копа Америка 2011 - 1-й етап           | 1    | 80'       |
| 16-7-2011  | Санта-Фе             | Аргентина         | 1 – 1 д.ч. (4 - 5 п.п.) | Уругвай              | Копа Америка 2011 - чвертьфінал        | -    | 72'       |
| 2-9-2011   | Колката              | Венесуела         | 0 – 1                   | Аргентина            | товариський матч                       | -    |           |
| 6-09-2011  | Дакка                | Аргентина         | 3 – 1                   | Нігерія              | товариський матч                       | 1    | 76'       |
| 7-10-2011  | Буенос-Айрес         | Аргентина         | 4 – 1                   | Чилі                 | Відбір до ЧС 2014                      | -    | 85'       |
| 11-10-2011 | Пуерто-ла-Крус       | Венесуела         | 1 – 0                   | Аргентина            | Відбір до ЧС 2014                      | -    | 84'       |
| 2-6-2012   | Буенос-Айрес         | Аргентина         | 4 – 0                   | Еквадор              | Відбір до ЧС 2014                      | 1    | 83'       |
| 9-6-2012   | Нью-Йорк             | Аргентина         | 4 – 3                   | Бразилія             | товариський матч                       | -    | 74'       |
| 15-8-2012  | Франкфурт-на-Майні   | Німеччина         | 1 – 3                   | Аргентина            | товариський матч                       | 1    | 73'       |
| 7-9-2012   | Кордова              | Аргентина         | 3 – 1                   | Парагвай             | Відбір до ЧС 2014                      | 1    | 79'       |
| 11-9-2012  | Ліма                 | Перу              | 1 – 1                   | Аргентина            | Відбір до ЧС 2014                      | -    | 89'       |
| 12-10-2012 | Мендоса              | Аргентина         | 3 – 0                   | Уругвай              | Відбір до ЧС 2014                      | -    |           |
| 16-10-2012 | Сантьяго             | Чилі              | 1 – 2                   | Аргентина            | Відбір до ЧС 2014                      | -    | 51' 77'   |
| 14-11-2012 | Ер-Ріяд              | Саудівська Аравія | 0 – 0                   | Аргентина            | товариський матч                       | -    |           |
| 6-2-2013   | Стокгольм            | Швеція            | 2 – 3                   | Аргентина            | товариський матч                       | -    | 46'       |
| 26-3-2013  | Ла-Пас               | Болівія           | 1 – 1                   | Аргентина            | Відбір до ЧС 2014                      | -    | 90'       |
| 7-6-2013   | Буенос-Айрес         | Аргентина         | 0 – 0                   | Колумбія             | Відбір до ЧС 2014                      | -    |           |
| 11-6-2013  | Кіто                 | Еквадор           | 1 – 1                   | Аргентина            | Відбір до ЧС 2014                      | -    | 57'       |
| 14-8-2013  | Рим                  | Італія            | 1 – 2                   | Аргентина            | товариський матч                       | -    | 82'       |
| 10-9-2013  | Асунсьйон            | Парагвай          | 2 – 5                   | Аргентина            | Відбір до ЧС 2014                      | 1    |           |
| 11-10-2013 | Буенос-Айрес         | Аргентина         | 3 – 1                   | Перу                 | Відбір до ЧС 2014                      | -    | 90+1'     |
| 15-11-2013 | Іст-Ратерфорд        | Еквадор           | 0 – 0                   | Аргентина            | товариський матч                       | -    |           |
| 18-11-2013 | Сан-Луїс             | Аргентина         | 2 – 0                   | Боснія і Герцеговина | товариський матч                       | -    | 86'       |
| 5-3-2014   | Бухарест             | Румунія           | 0 – 0                   | Аргентина            | товариський матч                       | -    | 90'       |
| 4-6-2014   | Буенос-Айрес         | Аргентина         | 3 – 0                   | Тринідад і Тобаго    | товариський матч                       | -    | 63'       |
| 7-6-2014   | Ла-Плата (місто)     | Аргентина         | 2 – 0                   | Словенія             | товариський матч                       | -    | 57'       |
| 15-6-2014  | Ріо-де-Жанейро       | Аргентина         | 2 – 1                   | Боснія і Герцеговина | ЧС 2014 - 1-й етап                     | -    |           |
| 21-6-2014  | Белу-Оризонті        | Аргентина         | 1 – 0                   | Іран                 | ЧС 2014 - 1-й етап                     | -    | 90+4'     |
| 25-6-2014  | Порту-Алегрі         | Нігерія           | 2 – 3                   | Аргентина            | ЧС 2014 - 1-й етап                     | -    |           |
| 1-7-2014   | Сан-Паулу            | Аргентина         | 1 – 0                   | Швейцарія            | ЧС 2014 - 1/8 фіналу                   | 1    | 120'      |
| 5-7-2014   | Бразиліа             | Аргентина         | 1 – 0                   | Бельгія              | ЧС 2014 - чвертьфінал                  | -    | 33'       |
| 3-9-2014   | Дюссельдорф          | Німеччина         | 2 – 4                   | Аргентина            | товариський матч                       | 1    | 86'       |
| 11-10-2014 | Пекін                | Бразилія          | 2 – 0                   | Аргентина            | товариський матч                       | -    |           |
| 14-10-2014 | Гонконг              | Гонконг           | 0 – 7                   | Аргентина            | товариський матч                       | -    | 73'       |
| 12-11-2014 | Лондон               | Аргентина         | 2 – 1                   | Хорватія             | товариський матч                       | -    | 77'       |
| 18-11-2014 | Манчестер            | Аргентина         | 0 – 1                   | Португалія           | товариський матч                       | -    | 61'       |
| 28-3-2015  | Лендовер             | Сальвадор         | 0 – 2                   | Аргентина            | товариський матч                       | -    | 73'       |
| 31-3-2015  | Іст-Ратерфорд        | Аргентина         | 2 – 1                   | Еквадор              | товариський матч                       | -    | 79'       |
| 6-6-2015   | Сан-Хуан             | Аргентина         | 5 – 0                   | Болівія              | товариський матч                       | 2    | кап.      |
| 13-6-2015  | Ла-Серена (Чилі)     | Аргентина         | 2 – 2                   | Парагвай             | Копа Америка 2015 - 1-й етап           | -    |           |
| 16-6-2015  | Ла-Серена (Чилі)     | Аргентина         | 1 – 0                   | Уругвай              | Копа Америка 2015 - 1-й етап           | -    | 88'       |
| 20-6-2015  | Вінья-дель-Мар       | Аргентина         | 1 – 0                   | Ямайка               | Копа Америка 2015 - 1-й етап           | -    | 84'       |
| 26-6-2015  | Вінья-дель-Мар       | Аргентина         | 0 – 0 (5 – 4 п.п.)      | Колумбія             | Копа Америка 2015 - чвертьфінал        | -    | 87'       |
| 30-6-2015  | Консепсьйон          | Аргентина         | 6 – 1                   | Парагвай             | Копа Америка 2015 - півфінал           | 2    |           |
| 4-7-2015   | Сантьяго             | Чилі              | 0 – 0 д.ч. (4 - 1 п.п.) | Аргентина            | Копа Америка 2015 - Фінал              | -    | 29'       |
| 8-10-2015  | Буенос-Айрес         | Аргентина         | 0 – 2                   | Еквадор              | Відбір до ЧС 2018                      | -    |           |
| 13-10-2015 | Асунсьйон            | Парагвай          | 0 – 0                   | Аргентина            | Відбір до ЧС 2018                      | -    |           |
| 13-11-2015 | Буенос-Айрес         | Аргентина         | 1 – 1                   | Бразилія             | Відбір до ЧС 2018                      | -    |           |
| 17-11-2015 | Барранкілья          | Колумбія          | 0 – 1                   | Аргентина            | Відбір до ЧС 2018                      | -    |           |
| 24-3-2016  | Сантьяго             | Чилі              | 1 – 2                   | Аргентина            | Відбір до ЧС 2018                      | 1    | 80'       |
| 29-3-2016  | Кордова              | Аргентина         | 2 – 0                   | Болівія              | Відбір до ЧС 2018                      | -    | 31'       |
| 27-5-2016  | Сан-Хуан             | Аргентина         | 1 – 0                   | Гондурас             | товариський матч                       | -    |           |
| 6-6-2016   | Санта-Клара          | Аргентина         | 2 – 1                   | Чилі                 | Копа Америка 2016 - 1-й етап           | 1    | 65' 80'   |
| 10-6-2016  | Чикаго               | Аргентина         | 5 – 0                   | Панама               | Копа Америка 2016 - 1-й етап           | -    | 43'       |
| 26-6-2016  | Іст-Ратерфорд        | Аргентина         | 0 – 0 д.ч. (2 – 4 п.п.) | Чилі                 | Копа Америка 2016 - Фінал              | -    | 57'       |
| 1-9-2016   | Мендоса              | Аргентина         | 1 – 0                   | Уругвай              | Відбір до ЧС 2018                      | -    | 48' 85'   |
| 7-9-2016   | Мерида               | Венесуела         | 2 – 2                   | Аргентина            | Відбір до ЧС 2018                      | -    |           |
| 7-10-2016  | Ліма                 | Перу              | 2 – 2                   | Аргентина            | Відбір до ЧС 2018                      | -    |           |
| 11-10-2016 | Кордова              | Аргентина         | 0 – 1                   | Парагвай             | Відбір до ЧС 2018                      | -    |           |
| 10-11-2016 | Белу-Оризонті        | Бразилія          | 3 – 0                   | Аргентина            | Відбір до ЧС 2018                      | -    | 71'       |
| 15-11-2016 | Сан-Хуан             | Аргентина         | 3 – 0                   | Колумбія             | Відбір до ЧС 2018                      | 1    | 85'       |
| 23-3-2017  | Буенос-Айрес         | Аргентина         | 1 – 0                   | Чилі                 | Відбір до ЧС 2018                      | -    |           |
| 28-3-2017  | Ла-Пас               | Болівія           | 2 – 0                   | Аргентина            | Відбір до ЧС 2018                      | -    |           |
| 9-6-2017   | Мельбурн             | Бразилія          | 0 – 1                   | Аргентина            | товариський матч                       | -    |           |
| 13-6-2017  | Сінгапур             | Сінгапур          | 0 – 6                   | Аргентина            | товариський матч                       | 1    |           |
| 31-8-2017  | Монтевідео           | Уругвай           | 0 – 0                   | Аргентина            | Відбір до ЧС 2018                      | -    | 90+2'     |
| 5-9-2017   | Буенос-Айрес         | Аргентина         | 1 – 1                   | Венесуела            | Відбір до ЧС 2018                      | -    | 25'       |
| 5-10-2017  | Буенос-Айрес         | Аргентина         | 0 – 0                   | Перу                 | Відбір до ЧС 2018                      | -    | 46'       |
| 10-10-2017 | Кіто                 | Еквадор           | 1 – 3                   | Аргентина            | Відбір до ЧС 2018                      | -    | 84'       |
| 11-11-2017 | Москва               | Росія             | 0 – 1                   | Аргентина            | товариський матч                       | -    | 75'       |
| 14-11-2017 | Краснодар            | Аргентина         | 2 – 4                   | Нігерія              | товариський матч                       | -    | 76'       |
| 23-3-2018  | Манчестер            | Аргентина         | 2 – 0                   | Італія               | товариський матч                       | -    | кап. 64'  |
| 30-5-2018  | Буенос-Айрес         | Аргентина         | 4 – 0                   | Гаїті                | товариський матч                       | -    | 59'       |
| 16-6-2018  | Москва               | Аргентина         | 1 – 1                   | Ісландія             | ЧС 2018 - 1-й етап                     | -    | 75'       |
| 26-6-2018  | Санкт-Петербург      | Нігерія           | 1 – 2                   | Аргентина            | ЧС 2018 - 1-й етап                     | -    | 72'       |
| 30-6-2018  | Казань               | Франція           | 4 – 3                   | Аргентина            | ЧС 2018 - 1/8 фіналу                   | 1    |           |
| 15-6-2019  | Салвадор             | Аргентина         | 0 – 2                   | Колумбія             | Копа Америка 2019 - 1-й етап           | -    | 46'       |
| 19-6-2019  | Белу-Оризонті        | Аргентина         | 1 – 1                   | Парагвай             | Копа Америка 2019 - 1-й етап           | -    | 67'       |
| 28-6-2019  | Ріо-де-Жанейро       | Венесуела         | 0 – 2                   | Аргентина            | Копа Америка 2019 - чвертьфінал        | -    | 64'       |
| 2-7-2019   | Белу-Оризонті        | Бразилія          | 2 – 0                   | Аргентина            | Копа Америка 2019 - півфінал           | -    | 59'       |
| 6-7-2019   | Сан-Паулу            | Аргентина         | 2 – 1                   | Чилі                 | Копа Америка 2019 - матч за 3-тє місце | -    | 67'       |
| 12-11-2020 | Буенос-Айрес         | Аргентина         | 1 – 1                   | Парагвай             | Відбір до ЧС 2022                      | -    | 60'       |
| 17-11-2020 | Ліма                 | Перу              | 0 – 2                   | Аргентина            | Відбір до ЧС 2022                      | -    | 72'       |
| 3-6-2021   | Сантьяго-дель-Естеро | Аргентина         | 1 – 1                   | Чилі                 | Відбір до ЧС 2022                      | -    | 62'       |
| 14-6-2021  | Ріо-де-Жанейро       | Аргентина         | 1 – 1                   | Чилі                 | Копа Америка 2021 - 1-й етап           | -    | 67'       |
| 18-6-2021  | Бразиліа             | Аргентина         | 1 – 0                   | Уругвай              | Копа Америка 2021 - 1-й етап           | -    | 70'       |
| 21-6-2021  | Бразиліа             | Аргентина         | 1 – 0                   | Парагвай             | Копа Америка 2021 - 1-й етап           | -    | 81'       |
| 3-7-2021   | Гоянія               | Аргентина         | 3 – 0                   | Еквадор              | Копа Америка 2021 - чвертьфінал        | -    | 71'       |
| 6-7-2021   | Бразиліа             | Аргентина         | 1 – 1 д.ч. (3 – 2 п.п.) | Колумбія             | Копа Америка 2021 - півфінал           | -    | 67'       |
| 10-7-2021  | Ріо-де-Жанейро       | Аргентина         | 1 – 0                   | Бразилія             | Копа Америка 2021 - фінал              | 1    | 79'       |
| 2-9-2021   | Каракас              | Венесуела         | 1 – 3                   | Аргентина            | Відбір до ЧС 2022                      | -    | 63'       |
| 9-9-2021   | Буенос-Айрес         | Аргентина         | 3 – 0                   | Болівія              | Відбір до ЧС 2022                      | -    | 71'       |
| 7-10-2021  | Асунсьйон            | Парагвай          | 0 – 0                   | Аргентина            | Відбір до ЧС 2022                      | -    | 46'       |
| 10-10-2021 | Буенос-Айрес         | Аргентина         | 3 – 0                   | Уругвай              | Відбір до ЧС 2022                      | -    | 75'       |
| 14-10-2021 | Буенос-Айрес         | Аргентина         | 1 – 0                   | Перу                 | Відбір до ЧС 2022                      | -    | 73'       |
| 12-11-2021 | Монтевідео           | Уругвай           | 0 – 1                   | Аргентина            | Відбір до ЧС 2022                      | 1    | 64'       |
| 16-11-2021 | Сан-Хуан             | Аргентина         | 0 – 0                   | Бразилія             | Відбір до ЧС 2022                      | -    | 75'       |
| 27-1-2022  | Калама               | Чилі              | 1 – 2                   | Аргентина            | Відбір до ЧС 2022                      | 1    | кап. 85'  |
| 1-2-2022   | Кордова              | Аргентина         | 1 – 0                   | Колумбія             | Відбір до ЧС 2022                      | -    | кап. 69'  |
| 24-3-2022  | Буенос-Айрес         | Аргентина         | 3 – 0                   | Венесуела            | Відбір до ЧС 2022                      | 1    | 64'       |
| 1-6-2022   | Лондон               | Італія            | 0 – 3                   | Аргентина            | Фіналіссіма 2022                       | 1    | 90+1'     |
| 27-9-2022  | Гаррісон             | Аргентина         | 3 – 0                   | Ямайка               | товариський матч                       | -    | кап. 78'  |
| 16-11-2022 | Абу-Дабі             | ОАЕ               | 0 – 5                   | Аргентина            | товариський матч                       | 2    | 46'       |
| 22-11-2022 | Лусаїл               | Аргентина         | 1 – 2                   | Саудівська Аравія    | ЧС 2022 - 1-й етап                     | -    |           |
| 26-11-2022 | Лусаїл               | Аргентина         | 2 – 0                   | Мексика              | ЧС 2022 - 1-й етап                     | -    | 69'       |
| 30-11-2022 | Доха                 | Польща            | 0 – 2                   | Аргентина            | ЧС 2022 - 1-й етап                     | -    | 59'       |
| 9-12-2022  | Лусаїл               | Нідерланди        | 2 – 2 д.ч. (3 – 4 п.п.) | Аргентина            | ЧС 2022 - чвертьфінал                  | -    | 112'      |
| 18-12-2022 | Лусаїл               | Аргентина         | 3 – 3 д.ч. (4 – 2 п.п.) | Франція              | ЧС 2022 - Фінал                        | 1    | 64'       |
| 23-3-2023  | Буенос-Айрес         | Аргентина         | 2 – 0                   | Панама               | товариський матч                       | -    | 60'       |
| 28-3-2023  | Сантьяго-дель-Естеро | Аргентина         | 7 – 0                   | Кюрасао              | товариський матч                       | 1    | 67'       |
| 15-6-2023  | Пекін                | Аргентина         | 2 – 0                   | Австралія            | товариський матч                       | -    | 59'       |
| 7-9-2023   | Буенос-Айрес         | Аргентина         | 1 – 0                   | Еквадор              | Відбір до ЧС 2026                      | -    | 77'       |
| 12-9-2023  | Ла-Пас               | Болівія           | 0 – 3                   | Аргентина            | Відбір до ЧС 2026                      | -    |           |
| Усього     |                      | Матчів (4 місце)  | 134                     |                      | Голів (7 місце)                        | 29   |           |

## Досягнення
«Бенфіка»
- Чемпіон Португалії: 2009-10
- Володар кубка Португалії: 2008-09, 2009-10
- Володар Суперкубка Португалії: 2023
- Володар Кубка португальської ліги: 2024-25

«Реал Мадрид»
- Чемпіон Іспанії: 2011-12
- Володар кубка Іспанії: 2010-11, 2013-14
- Володар Суперкубка Іспанії: 2012
- Переможець Ліги Чемпіонів УЄФА: 2013-14
- Володар Суперкубка УЄФА: 2014

«Парі-Сен-Жермен»
- Чемпіон Франції: 2015-16, 2017-18, 2018-19, 2019-20, 2021-22
- Володар Кубка Франції : 2015-16, 2016-17, 2017-18, 2019-20, 2020-21
- Володар Кубка французької ліги: 2015-16, 2016-17, 2017-18, 2019-20
- Володар Суперкубка Франції: 2016, 2017, 2018, 2019, 2020

Збірна Аргентини
- Чемпіон світу: 2022
- Чемпіон світу (U-20): 2007
- Олімпійський чемпіон :2008
- Віце-чемпіон світу: 2014
- Володар Кубка Америки: 2021
- Срібний призер Кубка Америки: 2015, 2016
- Бронзовий призер Кубка Америки: 2019
- Переможець Суперкласіко де лас Амерікас: 2017
- Володар Кубка чемпіонів КОНМЕБОЛ–УЄФА: 2022